# قرية عمر محسن (لودر)

تعديل مصدري - تعديل

قرية عمر محسن هي إحدى قرى عزلة زارة بمديرية لودر التابعة لمحافظة أبين، بلغ تعداد سكانها 22 نسمة حسب تعداد اليمن لعام 2004.